# Ministère de l'Environnement, de la Lutte contre les changements climatiques, de la Faune et des Parcs
 (février 2014).
Si vous disposez d'ouvrages ou d'articles de référence ou si vous connaissez des sites web de qualité traitant du thème abordé ici, merci de compléter l'article en donnant les références utiles à sa vérifiabilité et en les liant à la section « Notes et références ».
Le ministère de l'Environnement, de la Lutte contre les changements climatiques, de la Faune et des Parcs (MELCCFP) est un ministère du Québec qui a pour mission d'assurer la protection de l’environnement et des écosystèmes naturels en vue de contribuer au bien-être des générations actuelles et futures. Il a aussi la responsabilité de la gestion du milieu hydrique du Québec et – depuis octobre 2022 – de la protection des espèces animales et de la gestion des parcs nationaux du Québec, retrouvant sensiblement le même périmètre qu'avant avril 2014.
Au niveau législatif, le texte qui prévoit et établit l'organisation administrative du ministère est la loi sur le ministère du Développement durable, de l'Environnement et des Parcs. Le gouvernement a d'ailleurs la possibilité de changer par décret le nom du ministère selon l'évolution du rôle qu'il occupe, d'où son nom actuel.
Plusieurs lois environnementales relèvent du ministère, comme la Loi sur la qualité de l'environnement ou encore la Loi sur la conservation du patrimoine naturel. Le ministère est aussi responsable de la mise en œuvre de la Loi sur le développement durable, il coordonne donc la Stratégie gouvernementale de développement durable et encadre la réalisation du Plan d'action de développement durable que chaque ministère et organisme gouvernemental du Québec doit élaborer.

## Histoire

### Prémices

#### Nouvelle-France
Les municipalités de la Nouvelle-France édictent différentes ordonnances de nature à prévenir sur les grèves, l'accumulation d'immondices ou de vidanges empêchant les chaloupes et canots d'aborder facilement aux ports, y faire leur décharge, de même qu'à prévenir l'accumulation de déchets dans les rues. Ces mesures permettaient en même temps d'éliminer les odeurs et les dangers d'épidémies, mais elles visaient surtout à promouvoir la navigation et le commerce, à faciliter la circulation dans les rues et à diminuer les risques d'incendies.

#### XIXeetXXesiècles
En 1884, on crée la Société d'hygiène de la province de Québec. Deux ans plus tard, la loi intitulée « Acte pour établir une commission provinciale d'hygiène et pour d'autres fins concernant la santé publique » crée la Commission provinciale de Québec, chargée de fournir des conseils d'hygiène générale.
En 1888, l'« Acte concernant la santé publique » modifie la précédente loi en créant un Conseil provincial d'hygiène chargé sensiblement des mêmes fonctions.
En 1894, sont introduites de premières législations accordant un pouvoir réglementaire. Certaines dispositions adoptées à l'époque prévalent encore de nos jours. Il s'agissait entre autres de :
- Prévenir la pollution des cours d'eau, puits, et sources et en assurer l'assainissement ;
- Déterminer la façon de construire et d'entretenir les égouts publics et privés, les drains, les lieux d'aisance et les puisards ;
- Instituer des mesures propres à assurer la salubrité dans les établissements industriels relativement à l'eau potable, l'éclairage, l'espace cubique, l'aération, la ventilation et la température des locaux, etc. ;
- Déterminer la manière de disposer des vidanges et fumiers et d'entretenir les dépotoirs.

En 1922, le Service provincial d'hygiène est créé par la Loi de l'hygiène publique du Québec. En 1930, l'administration de cette loi est transférée au ministère de la Santé, créé cette année-là.
Dans les années 1940, la Commission des services publics détient un pouvoir de contrôle supplémentaire sur les entreprises d'aqueduc et d'égouts en vertu de la Loi assurant le contrôle efficace des compagnies de transport et de communication, qui devient en 1949 la « Loi des services publics ».
En 1955, la Loi concernant la pollution des eaux est déposée. En 1960, cette loi est abrogée par la Loi pour remédier à la pollution des eaux instituant la Régie d'épuration des eaux. C'est à cette époque qu'on commence à s'intéresser sérieusement au traitement des eaux. En 1964, tous ces pouvoirs sont transférés par loi à la Régie des eaux du Québec.

### Projet de ministère
En 1970, un ministre délégué responsable de l'environnement est nommé. En 1971, les services de protection de l'environnement sont réorganisés en fonction des trois principales clientèles à rejoindre (soit le public, les municipalités et les industries).
Puis en 1972, on sanctionne la première loi-cadre visant à protéger l'environnement au Québec. Tous les pouvoirs de la Loi de l'hygiène publique sont dévolus au Directeur des Services de protection de l'environnement (SPE). Ce sont les problèmes grandissants de pollution et de protection de l'environnement qui ont donné naissance aux SPE. Cette loi crée et élargit le concept d'environnement. La protection accordée par le législateur s'étendra dorénavant de façon formelle à l'air, au sol de même qu'au milieu ambiant avec lequel les espèces vivantes entretiennent une relation dynamique. Ce concept global et l'expression même d'« environnement » sont utilisés pour la première fois dans la législation québécoise.
Le 1er décembre 1976, Marcel Léger est nommé comme ministre délégué exclusivement responsable de l'environnement (à ce titre il est chargé de l'application de la Loi sur la qualité de l'environnement). En 1977, un projet de création du ministère de l'Environnement est lancé.
En 1978, l'Assemblée nationale adopte deux projets de loi modifiant la Loi sur la qualité de l'environnement dont la loi 69, qui reconnaît le droit à toute personne à la qualité de l'environnement, à la protection du milieu et à la sauvegarde des espèces vivantes qui s'y trouvent et qui institue le Bureau d'audiences publiques sur l'environnement (BAPE),. Un programme majeur d'assainissement est également lancé.
Le 31 janvier 1979, le conseil des ministres prend un arrêté en conseil qui prend effet le 15 février 1979 et a pour effet de transférer du ministère des Richesses naturelles et du ministère des Terres et Forêts au ministre délégué à l'Environnement la responsabilité et l'administration des lois concernant la gestion de l'eau et celle des réserves écologiques.

### Création du ministère
Le 28 novembre 1979 le ministère de l'Environnement (MENVIQ) est officiellement créé lorsque la Loi du ministère de l'environnement est publiée à la Gazette officielle,.
La mission, les objectifs et les fonctions principales de l'organisme sont d'assurer la sauvegarde du milieu naturel et humain de telle sorte que les citoyens et citoyennes du Québec puissent bénéficier d'eau, d'air et d'espaces salubres en quantité suffisante pour la satisfaction de leurs besoins essentiels, sur le plan de la santé, de l'esthétique et du bien-être en général. Le mandat amène à poursuivre trois grands objectifs : développer les connaissances sur l'environnement, prévenir les détériorations susceptibles d'engendrer des conséquences néfastes sur le milieu et restaurer ou améliorer les milieux aquatique, atmosphérique et terrestre.
Selon la loi constitutive du ministère, les fonctions de la Direction des services de protection de l'environnement sont reprises par le ministère à partir du 1er avril 1980.

#### Réorganisation et renforcement du mandat (1984-1988)
En 1984, le ministère est réorganisé. L'assainissement de l'eau, la gestion des déchets dangereux, les précipitations acides, la récupération et le recyclage sont des dossiers qui ont exigé la restructuration.
En 1988, à la suite de la tragédie de Saint-Basile-le-Grand (l'incendie d'origine criminelle d'un entrepôt de BPC), on procède au resserrement des contrôles et à des refontes législatives :
- Création d'un service des enquêtes (« Police verte ») ;
- Commission d'enquête sur les déchets dangereux ;
- Loi sur les espèces menacées ;
- Loi sur la qualité de l'environnement (LQE) prévoyant des autorisations préalables de projets en milieux humides ;
- Lancements de nouveaux programmes (Plan d'action Saint-Laurent et projets de collecte sélective des déchets).

### Changements de nom et mandats divers
En 1990, le principe de développement durable s'impose de plus en plus comme une préoccupation majeure au MENVIQ.
Lorsque Daniel Johnson succède à Robert Bourassa et forme son gouvernement en janvier 1994, il procède à une réduction sensible du nombre de ministères. Le ministère de l'Environnement et le secteur Faune du ministère du Loisir, de la Chasse et de la Pêche (qui disparaît alors) fusionnent pour constituer un unique « ministère de l'Environnement et de la Faune » (MEF) qui perd la responsabilité de l'assainissement des eaux (transféré au ministère des Affaires municipales). Cette dénomination dure jusqu'au 15 décembre 1998 lorsque le volet Faune est séparé de l'environnement. En 1999, la faune, la chasse, la pêche, le piégeage et les parcs relèvent de la Société de la faune et des parcs du Québec. Le ministère reprend son nom précédent de « ministère de l'Environnement » (MENV). Du 14 novembre 2001 au 29 avril 2003, André Boisclair qui dirige le MENV obtient le titre de ministre d'État dans le gouvernement de Bernard Landry.
En février 2005, le ministère devient brièvement le « ministère du Développement durable et des Parcs » (MDDP) puis un mois plus tard le « ministère du Développement durable, de l'Environnement et des Parcs » (MDDEP).
En 2012, la faune est de nouveau rattachée au ministère, qui prend le nom de « ministère du Développement durable, de l'Environnement, de la Faune et des Parcs » (MDDEFP).
En 2014, la faune, les forêts et les parcs nationaux sont regroupés au sein d'un ministère distinct (MFFP) et le ministère chargé de l'environnement devient le « ministère du Développement durable, de l'Environnement et de la Lutte contre les changements climatiques » (MDDELCC). Cette évolution est renversée en octobre 2022 lorsque le MFFP est dissout et que la gestion de la Faune et des Parcs revient au ministère de l'Environnement.
En octobre 2018, le nom du ministère est écourté pour devenir « ministère de l'Environnement et de la Lutte contre les changements climatiques » (MELCC).
Lors du remaniement d'octobre 2022 les nouvelles attributions du ministère sont reflétées dans le nouveau nom adopté de « ministère de l’Environnement, de la Lutte contre les changements climatiques, de la Faune et des Parcs » (MELCCFP).

## Liste des ministres
Voici la liste des ministres québécois ayant eu la responsabilité de l'environnement
| Titulaire Intitulé                                                                | Titulaire Intitulé | Parti                                                                             | Début                                                                             | Fin                                                                               | Cabinet        |
| --------------------------------------------------------------------------------- | --- | --------------------------------------------------------------------------------- | --------------------------------------------------------------------------------- | --------------------------------------------------------------------------------- | -------------- |
|                                                                                   | Victor Goldbloom Ministre des Affaires municipales et de l'Environnement                                                  | Libéral                                                                           | 13 novembre 1973                                                                  | 26 novembre 1976                                                                  | Bourassa (1)   |
|                                                                                   | Marcel Léger Ministre délégué à l'Environnement                                                                           | Parti québécois                                                                   | 1er décembre 1976                                                                 | 29 novembre 1979                                                                  | Lévesque       |
| Création du Ministère de l'Environnement (29 novembre 1979)                       | |                                                                                   |                                                                                   |                                                                                   | Lévesque       |
|                                                                                   | Marcel Léger Ministre de l'Environnement                                                                                  | Parti québécois                                                                   | 29 novembre 1979                                                                  | 9 septembre 1982                                                                  | Lévesque       |
|                                                                                   | Adrien Ouellette Ministre de l'Environnement                                                                              | Parti québécois                                                                   | 9 septembre 1982                                                                  | 3 octobre 1985                                                                    | Lévesque       |
| 3 octobre 1985                                                                    | Adrien Ouellette Ministre de l'Environnement                                                                              | Parti québécois                                                                   | 12 décembre 1985                                                                  | P.M. Johnson                                                                      |                |
|                                                                                   | Clifford Lincoln Ministre de l'Environnement                                                                              | Libéral                                                                           | 12 décembre 1985                                                                  | 21 décembre 1988                                                                  | Bourassa (2)   |
|                                                                                   | Lise Bacon Ministre de l'Environnement                                                                                    | Libéral                                                                           | 21 décembre 1988                                                                  | 11 octobre 1989                                                                   | Bourassa (2)   |
|                                                                                   | Pierre Paradis Ministre de l'Environnement                                                                                | Libéral                                                                           | 11 octobre 1989                                                                   | 11 janvier 1994                                                                   | Bourassa (2)   |
| Dissolution du Ministère du Loisir, de la Chasse et de la Pêche (11 janvier 1994) | Dissolution du Ministère du Loisir, de la Chasse et de la Pêche (11 janvier 1994)                                         | Dissolution du Ministère du Loisir, de la Chasse et de la Pêche (11 janvier 1994) | Dissolution du Ministère du Loisir, de la Chasse et de la Pêche (11 janvier 1994) | Dissolution du Ministère du Loisir, de la Chasse et de la Pêche (11 janvier 1994) | Johnson (fils) |
|                                                                                   | Pierre Paradis Ministre de l’Environnement et de la Faune                                                                 | Libéral                                                                           | 11 janvier 1994                                                                   | 26 septembre 1994                                                                 | Johnson (fils) |
|                                                                                   | Jacques Brassard Ministre de l’Environnement et de la Faune                                                               | Parti québécois                                                                   | 26 septembre 1994                                                                 | 29 janvier 1996                                                                   | Parizeau       |
|                                                                                   | David Cliche Ministre de l’Environnement et de la Faune                                                                   | Parti québécois                                                                   | 29 janvier 1996                                                                   | 25 août 1997                                                                      | Bouchard       |
|                                                                                   | Paul Bégin Ministre de l’Environnement et de la Faune                                                                     | Parti québécois                                                                   | 25 août 1997                                                                      | 15 décembre 1998                                                                  | Bouchard       |
|                                                                                   | Paul Bégin Ministre de l’Environnement                                                                                    | Parti québécois                                                                   | 15 décembre 1998                                                                  | 8 mars 2001                                                                       | Bouchard       |
|                                                                                   | André Boisclair Ministre de l’Environnement                                                                               | Parti québécois                                                                   | 8 mars 2001                                                                       | 30 janvier 2002                                                                   | Landry         |
|                                                                                   | André Boisclair Ministre d'État à l'Environnement et à l'Eau,                                                             | Parti québécois                                                                   | 14 novembre 2001                                                                  | 30 janvier 2002                                                                   | Landry         |
|                                                                                   | André Boisclair Ministre d'État aux Affaires municipales et à la Métropole, à l'Environnement et à l'Eau                  | Parti québécois                                                                   | 30 janvier 2002                                                                   | 29 avril 2003                                                                     | Landry         |
|                                                                                   | Thomas Mulcair Ministre de l’Environnement                                                                                | Libéral                                                                           | 29 avril 2003                                                                     | 18 février 2005                                                                   | Charest        |
|                                                                                   | Thomas Mulcair Ministre du Développement durable et des Parcs                                                             | Libéral                                                                           | 18 février 2005                                                                   | 17 mars 2005                                                                      | Charest        |
|                                                                                   | Thomas Mulcair Ministre du Développement durable, de l'Environnement et des Parcs                                         | Libéral                                                                           | 17 mars 2005                                                                      | 27 février 2006                                                                   | Charest        |
|                                                                                   | Claude Béchard Ministre du Développement durable, de l'Environnement et des Parcs                                         | Libéral                                                                           | 27 février 2006                                                                   | 18 avril 2007                                                                     | Charest        |
|                                                                                   | Line Beauchamp Ministre du Développement durable, de l'Environnement et des Parcs                                         | Libéral                                                                           | 18 avril 2007                                                                     | 11 août 2010                                                                      | Charest        |
|                                                                                   | Pierre Arcand Ministre du Développement durable, de l'Environnement et des Parcs                                          | Libéral                                                                           | 11 août 2010                                                                      | 19 septembre 2012                                                                 | Charest        |
|                                                                                   | Daniel Breton Ministre du Développement durable, de l'Environnement, de la Faune et des Parcs                             | Parti québécois                                                                   | 19 septembre 2012                                                                 | 4 décembre 2012                                                                   | Marois         |
|                                                                                   | Yves-François Blanchet Ministre du Développement durable, de l'Environnement, de la Faune et des Parcs                    | Parti québécois                                                                   | 4 décembre 2012                                                                   | 23 avril 2014                                                                     | Marois         |
| Création du Ministère des Forêts, de la Faune et des Parcs (23 avril 2014)        | Création du Ministère des Forêts, de la Faune et des Parcs (23 avril 2014)                                                | Création du Ministère des Forêts, de la Faune et des Parcs (23 avril 2014)        | Création du Ministère des Forêts, de la Faune et des Parcs (23 avril 2014)        | Création du Ministère des Forêts, de la Faune et des Parcs (23 avril 2014)        | Couillard      |
|                                                                                   | David Heurtel Ministre du Développement durable, de l'Environnement et de la Lutte contre les changements climatiques     | Libéral                                                                           | 23 avril 2014                                                                     | 11 octobre 2017                                                                   | Couillard      |
|                                                                                   | Isabelle Melançon Ministre du Développement durable, de l'Environnement et de la Lutte contre les changements climatiques | Libéral                                                                           | 11 octobre 2017                                                                   | 18 octobre 2018                                                                   | Couillard      |
|                                                                                   | MarieChantal Chassé Ministre de l'Environnement et de la Lutte contre les changements climatiques                         | Coalition avenir                                                                  | 18 octobre 2018                                                                   | 8 janvier 2019                                                                    | Legault        |
|                                                                                   | Benoit Charette Ministre de l'Environnement et de la Lutte contre les changements climatiques                             | Coalition avenir                                                                  | 8 janvier 2019                                                                    | 20 octobre 2022                                                                   | Legault        |
| Dissolution du Ministère des Forêts, de la Faune et des Parcs (20 octobre 2022)   | |                                                                                   |                                                                                   |                                                                                   | Legault        |
|                                                                                   | Benoit Charette Ministre de l'Environnement et de la Lutte contre les changements climatiques, de la Faune et des Parcs   | Coalition avenir                                                                  | 20 octobre 2022                                                                   | En fonction                                                                       | Legault        |